# Zlata doba piratstva
Zlata doba piratstva je običajna oznaka za obdobje med 1650-imi in 1730-imi, ko je bilo pomorsko piratstvo pomemben dejavnik v zgodovini Severnega Atlantika in Indijskega oceana.
Zgodovinarji zlato dobo piratstva pogosto delijo na tri obdobja:
- Obdobje upokojevanja (približno 1650 do 1680), za katerega so značilni anglo-francoski pomorščaki s sedežem na Jamajki in v Tortugi, ki napadajo španske kolonije in ladijski promet v Karibih in vzhodnem Pacifiku do zahodnega Pacifika.
- Piratska pot (1690), povezana s potovanji na dolge razdalje iz Amerike, da bi oropali cilje muslimanske in vzhodnoindijske družbe v Indijskem oceanu in Rdečem morju.
- Obdobje po španskem nasledstvu (1715 do 1726), ko so anglo-ameriški mornarji in gusarji, ki so ob koncu španske nasledstvene vojne ostali brez dela, se množično obračali k piratstvu na Karibih, v Indijskem oceanu, severnoameriškem vzhodnem obmorju in zahodnoafriški obali.

Ožje definicije zlate dobe včasih izključujejo prvo ali drugo obdobje, večina pa vključuje vsaj del tretjega. Sodobno pojmovanje piratov, kot je prikazano v popularni kulturi, v veliki meri izhaja, čeprav ne vedno natančno, iz zlate dobe piratstva.
Dejavniki, ki so prispevali k piratstvu v zlati dobi, so vključevali povečanje količin dragocenega tovora, ki se pošilja v Evropo prek velikih oceanskih območij, zmanjšanje evropskih mornaric v določenih regijah, usposabljanje in izkušnje, ki so jih številni mornarji pridobili v evropskih mornaricah (zlasti britanski kraljevi mornarici) ter skorumpirano in neučinkovito vlado v evropskih čezmorskih kolonijah. Takratne kolonialne sile so se nenehno borile s pirati in sodelovale v več pomembnih bitkah in drugih povezanih dogodkih.

## Ime zlata doba

### Izvor
Najstarejša znana literarna omemba zlate dobe piratstva je iz leta 1894, ko je angleški novinar George Powell zapisal o »zdi se, da je bila zlata doba piratstva do zadnjega desetletja 17. stoletja«. Powell uporabi besedno zvezo med pregledom knjige Charlesa Leslieja Nova in natančna zgodovina Jamajke, ki je bila takrat stara več kot 150 let. Powell uporabi frazo samo enkrat.
Leta 1897 je zgodovinar John Fiske uvedel bolj sistematično uporabo besedne zveze zlata doba piratstva, ki je zapisal: »V nobenem drugem času v svetovni zgodovini posel piratstva ni tako močno uspeval kot v 17. stoletju in prvi del 18. Ta zlata doba je trajala od približno 1650 do približno 1720«. Fiske je vključil dejavnosti barbarskih korzarjev in vzhodnoazijskih piratov v to zlato dobo, pri čemer je opozoril, da »kot te muslimanski pirati in pirati iz vzhodne Azije so bili v 17. stoletju tako dejavni na delu kot kadar koli drugje; njihov primer ne vpliva na mojo izjavo, da je bila doba piratstva zlata doba piratstva«.
Piratski zgodovinarji prve polovice 20. stoletja so občasno prevzeli Fiskejev izraz zlata doba, ne da bi nujno sledili njegovim začetnim in končnim datumom zanjo. Najširšo definicijo dobe piratstva je dal Patrick Pringle, ki je leta 1951 zapisal, da se je »najbolj cvetoča doba v zgodovini piratstva ... začela v času vladavine kraljice Elizabete I. in končala v drugem desetletju 18. stoletja.« Ta zamisel je bila v ostrem nasprotju s Fiskejem, ki je vroče zanikal, da so elizabetinske osebnosti, kot je Drake, pirati.

### Težnja k ozkim definicijam
Od novejših definicij se zdi, da ima tista, ki jo je podal Pringle, najširši razpon, kar je izjema splošnega trenda med zgodovinarji od leta 1909 do 1990-ih, v smeri zoževanja zlate dobe. Že leta 1924 je Philip Gosse opisal, da je bilo piratstvo na vrhuncu »od leta 1680 do leta 1730«. V svoji zelo priljubljeni knjigi The Pirates for TimeLife's The Seafarers iz leta 1978 je Douglas Botting zlato dobo opredelil kot trajajočo »komaj 30 let, ki se je začela ob koncu 17. stoletja in končala v prvi četrtini 18. stoletja«. Bottingova definiciji je natančno sledil Frank Sherry leta 1986. V akademskem članku iz leta 1989 je profesor Marcus Rediker opredelil zlato dobo, ki je trajala samo od 1716 do 1726. Angus Konstam je leta 1998 ocenil, da obdobje traja od leta 1700 do leta 1730.
Morda je bil zadnji korak pri omejevanju zlate dobe Konstamova Zgodovina piratov iz leta 2005, v kateri se je umaknil od svoje prejšnje definicije, definicijo zlate dobe iz let 1690–1730 označil za 'velikodušno' in sklenil, da je »najhujša od teh piratskih ekscesov je bilo omejeno na osemletno obdobje, od 1714 do 1722, zato prave zlate dobe niti ne moremo imenovati 'zlato desetletje'.«

## Zgodovina
Piratstvo je nastalo in se v manjšem obsegu odražalo v konfliktih zaradi trgovine in kolonizacije med nasprotujočimi si evropskimi silami tistega časa, vključno z imperiji Britanije, Španije, Nizozemske, Portugalske in Francije. Večina piratov v tem obdobju je bila valižanskega, angleškega, nizozemskega, irskega in francoskega porekla. Številni pirati so prihajali iz revnejših mestnih območij, da bi iskali način za zaslužek in odlog. Predvsem London je bil znan po visoki brezposelnosti, gneči in revščini, ki je ljudi gnala v piratstvo. Piratstvo je nudilo tudi moč in hitro bogastvo.

### Bukanirska doba, ok. 1650–1680
Zgodovinarji, kot je John Fiske, označujejo začetek zlate dobe piratstva okoli leta 1650, ko je konec verskih vojn evropskim državam omogočil nadaljevanje razvoja njihovih kolonialnih imperijev. To je vključevalo precejšnjo trgovino po morju in splošno gospodarsko izboljšanje: denar je bilo mogoče zaslužiti – ali ukrasti – in večina ga je potovala z ladjo.
Francoski borci so se na severni Hispanioli ustalili že leta 1625, vendar so sprva večinoma živeli kot lovci na prašiče in govedo in ne kot roparji; njihov prehod na piratstvo s polnim delovnim časom je bil postopen in delno motiviran s španskimi prizadevanji, da bi iztrebili tako pirate kot plenilske živali, od katerih so bili odvisni. Migracija bukanirjev s kopnega Hispaniole na bolj obrambni priobalni otok Tortuga je omejila njihove vire in pospešila njihove piratske napade. Po besedah Alexandra Exquemelina, zgodovinarja, ki ostaja pomemben vir o tem obdobju, je buccaneer iz Tortuge Pierre Le Grand pionir napadov naseljencev na galeje, ki so se vračale v Španijo.
Rast borcev na Tortugi se je povečala z angleškim zavzetjem Jamajke od Španije leta 1655. Zgodnji angleški guvernerji Jamajke so svobodno podeljevali dovoljenja tortuškim borcem in svojim rojakom, medtem ko je rast Port Royala tem roparjem zagotovila veliko bolj donosno in prijetno mesto za prodajo svojega plena. V 1660-ih je novi francoski guverner Tortuge Bertrand d'Ogeron podobno zagotavljal zasebne provizije svojim kolonistom in angleškim morilcem iz Port Royala. Te razmere so pripeljale karibsko bogastvo do vrhunca, vrhunec pa je dosegla panamska ekspedicija Henryja Morgana leta 1670, ki je naslednje leto videla mesto Panama, ki je bilo oplenjeno, izropano in požgano.

### Piratske poti, ok. 1693–1700
Številni dejavniki so anglo-ameriški pirati povzročili, da so na začetku leta 1690 iskali zaklad onkraj Karibov. Slavna revolucija je obnovila tradicionalno sovraštvo med Britanijo in Francijo ter tako končala donosno sodelovanje med angleško Jamajko in francosko Tortugo. Uničenje Port Royala, ki ga je povzročil potres leta 1692, je dodatno zmanjšalo privlačnost Karibov z uničenjem glavne piratske tržnice za ograjen plen. Karibski kolonialni guvernerji so začeli opuščati tradicionalno politiko »brez miru onstran črte«,ref>MacInnes, Colin (21. maj 1972). »No Peace Beyond the Line«. The New York Times. Pridobljeno 29. septembra 2023.</ref> po kateri se je razumelo, da se bo vojna nadaljevala (in zato bodo podeljena pisma z dovoljenji) na Karibih ne glede na mirovne pogodbe, podpisane v Evropi; odslej bi se provizije podeljevale samo v vojnem času, njihove omejitve pa bi se strogo izvajale. Poleg tega je bil velik del španskega Maina preprosto izčrpan; samo Maracaibo je bil med letoma 1667 in 1678 trikrat oropan, medtem ko je bil Río de la Hacha napaden petkrat, Tolú pa osem.
Istočasno so manj razvite angleške kolonije, vključno z Bermudi, New Yorkom in Rhode Islandom, zaradi Navigacijskih aktov trpele pomanjkanje denarja. Trgovci in guvernerji, željni denarja, so bili pripravljeni spregledati in celo podpisati piratska potovanja; en kolonialni uradnik je branil pirata, ker je menil, da je »zelo kruto obešati ljudi, ki prinašajo zlato v te province«. Čeprav so nekateri od teh piratov, ki so delovali iz Nove Anglije in srednjih kolonij, dobro ciljali na bolj oddaljene španske kolonije na pacifiški obali v 1690-ih, je bil pozneje Indijski ocean bogatejši in bolj mamljiv cilj. Indijska gospodarska proizvodnja je v tem času zasenčila Evropo, zlasti pri visoko vrednem luksuznem blagu, kot sta svila in kaliko, ki sta bila idealen piratski plen; hkrati pa po Indijskem oceanu ni plula nobena mogočna mornarica, zaradi česar sta ostala tako lokalni ladijski promet kot različna plovila Vzhodnoindijske družbe, ranljiva za napad. To je postavilo temelje slavnim piratstvom Thomasa Tewa, Henryja Everyja, Roberta Culliforda in (čeprav je njegova krivda še vedno sporna) Williama Kidda.

### Pošpansko nasledstveno obdobje, ok. 1715–1726
Leta 1713 in 1714 je vrsta mirovnih pogodb končala vojno za špansko nasledstvo. Posledično je bilo na tisoče mornarjev, vključno z evropskimi gusarji, ki so delovali v Zahodni Indiji, razrešenih vojaške dolžnosti v času, ko je čezatlantski kolonialni ladijski promet začel cveteti. Poleg tega so evropski mornarji, ki jih je brezposelnost prisilila k delu na trgovskih ladjah (vključno s suženjskimi ladjami), pogosto z navdušenjem opustili ta poklic in se posvetili piratstvu, kar je piratskim kapitanom omogočilo stalen nabor novincev na različnih obalah čez Atlantik.
Leta 1715 so pirati izvedli velik napad na španske potapljače, ki so poskušali izvleči zlato iz potopljene zakladne galeje Urca de Lima blizu Floride. Jedro piratskih sil je bila skupina nekdanjih angleških gusarjev, ki so vsi kmalu postali razvpiti: Henry Jennings, Charles Vane, Samuel Bellamy iz Whydah Gally, Benjamin Hornigold in Edward England. Napad je bil uspešen, vendar v nasprotju z njihovimi pričakovanji guverner Jamajke ni dovolil, da bi Jennings in njegovi kohorti porabili svoj plen na njegovem otoku. Ko sta jim bila Kingston in propadajoči Port Royal zaprta, so se Hornigold, Jennings in njihovi tovariši ustalili v Nassauu na otoku New Providence na Bahamih. Nassau je bil dom teh piratov in njihovih številnih rekrutov do prihoda guvernerja Woodesa Rogersa leta 1718, ki je nakazal konec republike piratov. Rogers in drugi britanski guvernerji so imeli pooblastilo za pomilostitev piratov v skladu s kraljevim milostnim aktom: medtem ko je Hornigold sprejel to pomilostitev in postal gusar, so se drugi, kot je Črnobradec, po pomilostitvi vrnili k piratstvu.
Čezatlantski ladijski promet med Afriko, Karibi in Evropo je začel strmo naraščati v 18. stoletju, model, znan kot trikotna trgovina, in postal bogata tarča piratstva. Trgovske ladje so plule iz Evrope do afriške obale in trgovale z industrijskimi izdelki in orožjem za sužnje. Trgovci so nato odpluli na Karibe, da bi prodali sužnje, in se vrnili v Evropo z blagom, kot so sladkor, tobak in kakav. Na drugi trikotni trgovski poti so ladje prevažale surovine, konzervirano trsko in rum v Evropo, kjer so del tovora prodali za industrijske izdelke, ki so jih (skupaj s preostankom prvotnega tovora) nato prepeljali na Karibe, kjer zamenjali so jih za sladkor in melaso, ki so ju (z nekaterimi izdelki) nato prepeljali v Novo Anglijo. Ladje v Triangular Trade so pogosto zaslužile na vsakem postanku.
Kot del poravnave vojne za špansko nasledstvo je British South Sea Company pridobila asiento, špansko vladno pogodbo za dobavo sužnjev španskim kolonijam Novega sveta, ki je britanskim trgovcem in tihotapcem omogočila boljši dostop do prej zaprtih španskih trgov v Ameriki. Ta ureditev je tudi močno prispevala k širjenju piratstva po zahodnem Atlantiku. Ladijski promet v kolonije se je razmahnil skupaj s poplavo izurjenih pomorščakov po vojni. Trgovski ladjarji so presežek delovne sile uporabili za zniževanje plač, da bi povečali dobiček in ustvarjanje neprijetnih razmer na krovu svojih plovil. Mornarji trgovci so trpeli zaradi tako visoke ali višje umrljivosti kot sužnji, ki so jih prevažali. Življenjske razmere so bile tako slabe, da so mnogi mornarji začeli raje živeti svobodneje kot gusarji. Povečan obseg ladijskega prometa bi lahko vzdrževal tudi veliko skupino razbojnikov, ki bi jih lovili.
V tem času je bilo veliko piratov prvotno mornarjev kraljeve mornarice, zasebnikov ali trgovskih mornarjev. Večina piratov je imela izkušnje z življenjem na morju in je vedela, kako težki so lahko pogoji. Kraljevi mornarji so pogosto jedli zelo malo, ko so bili na morju, zato so zboleli, stradali in umirali. Zaradi tega so nekateri mornarji zapustili kralja in namesto tega postali pirati. To je piratom omogočilo tudi boljši boj proti mornarici. Za razliko od drugih pomorščakov so imeli pirati stroga pravila glede ravnanja z njimi na ladji. V nasprotju s splošnim prepričanjem kapitani piratov niso imeli diktature nad ostalimi pirati na svoji ladji. Za kapitane je bilo treba glasovati, zanje pa so veljala tudi stroga pravila. S kapitanom niso ravnali bolje (z več hrane, boljšimi življenjskimi pogoji itd.) kot z drugimi člani posadke, od njega pa se je pričakovalo, da bo s posadko ravnal spoštljivo. To je bilo namerno nasprotje trgovskim kapitanom, ki so s svojimi posadkami pogosto ravnali grozno. Mnogi pirati so nekoč služili na teh trgovskih ladjah in so vedeli, kako grozni so lahko nekateri kapitani. Zaradi tega so ladje pogosto imenovale svete, sestavljene iz vseh članov posadke na ladji. Nekateri sveti so bili vsakodnevno uporabljeni za sprejemanje običajnih odločitev, drugi pa so bili uporabljeni kot sodni sistem le, ko so to zahtevali kriminalni dogodki ali pravne zadeve. Ne glede na to so imeli člani posadke na piratskih plovilih zunaj bitke pogosto enako moč kot kapitan. Kapitan je imel polno oblast le v času bitke in je bil lahko odstavljen s tega položaja, če je pred sovražnikom pokazal strahopetnost. Prav tako je moral biti drzen v boju. Pirati niso želeli, da bi se stvari končale tako kot na mornariški ladji. He was also to be bold in battle. The pirates did not want things to end up the same way as on a navy ship.

### Vrnitev piratske poti
Med letoma 1719 in 1721 so Edward England, John Taylor, Olivier Levasseur in Christopher Condent delovali z Madagaskarja. Taylor in Levasseur sta požela največjo nagrado v zgodovini zlate dobe piratstva, plenjenje portugalskega vzhodnoindijca Nossa Senhora Do Cabo na Réunionu leta 1721, ko sta ukradla diamante in druge zaklade v skupni vrednosti 800.000 funtov.
Tudi Condent je bil uspešen pirat, Anglija pa ne. Taylor in Levasseur sta ga leta 1721 pripeljala na Komorske otoke in kmalu zatem je umrl. Kljub uspehu Taylorja in Levasseurja je Piratska pot hitro spet propadla. Edward Teach, razvpiti "Črnobradec", je umrl v bitki z mornariško ladjo poročnika Roberta Maynarda. Pred smrtjo naj bi bil dvajsetkrat zaboden in petkrat ustreljen.

## Pirati dobe
Veliko najbolj znanih piratov v zgodovinskem izročilu izvira iz te zlate dobe piratstva:
- "Črni Sam" Bellamy, kapitan ladje Whydah Gally, se je leta 1717 izgubil v neurju pri Cape Codu. Bellamy je bil splošno znan kot piratski Robin Hood in je bil ponosen na svoje ideološke utemeljitve piratstva.
- Stede Bonnet, bogat barbadoški posestnik, je postal pirat samo v iskanju avanture. Bonnet je bil kapitan ladje z 10 puškami z imenom Revenge in je leta 1717 napadel ladje ob obali Virginije. Leta 1718 so ga ujeli in obesili.
- Henry Every, eden redkih velikih piratskih kapitanov, ki se je upokojil s svojim plenom, ne da bi bil aretiran ali ubit v bitki. Znan je po tem, da je leta 1695 zajel neverjetno bogato mogulsko ladjo Ganj-i-Sawai.
- Olivier Levasseur, alias La Buse, edini večji francoski pirat v Nassauu, ki je bil pogosto povezan s Hornigoldom, Bellamyjem, Kennedyjem in Taylorjem.
- William Fly, čigar usmrtitev leta 1726 zgodovinar Marcus Rediker uporablja za označevanje konca zlate dobe piratov.
- William "Captain" Kidd, usmrčen zaradi piratstva na Execution Docku v Londonu leta 1701, je znan po "zakopanem zakladu", ki naj bi ga pustil za seboj.
- Edward Low, rojen v Westminstru, je bil aktiven v letih 1721–1724, nikoli ni bil ujet in je bil razvpit po mučenju svojih žrtev, preden jih je ubil; odrezal je ušesa, ustnice in nosove.
- Henry Morgan, ki je napadel Špance in zavzel mesto Panama, preden ga je požgal do tal. Usmrčen naj bi bil v Angliji, a je bil namesto tega povzdignjen v viteza in postal guverner Jamajke. Umrl je naravne smrti leta 1688.
- John "Calico Jack" Rackham, znan po svojem partnerstvu s piratoma Anne Bonny in Mary Read, je bil leta 1720 ujet, nato obešen in prepuščen zunaj Port Royala na Jamajki.
- Bartholomew "Black Bart" Roberts je po mnenju mnogih najuspešnejši zahodni pirat vseh časov z več kot 400 ujetimi ladjami.
- Edward "Črnobradec" Teach (Thatch), aktiven od 1716 do 1718, je morda najbolj razvpit pirat med angleško govorečimi narodi. Črnobradčeva najbolj znana ladja je bila Queen Anne's Revenge, imenovana kot odgovor na konec vojne kraljice Anne. Ubil ga je eden od članov posadke poročnika Roberta Maynarda leta 1718.
- Charles Vane, posebej nasilen in nepokesan pirat, ki je služil pod vodstvom Henryja Jenningsa, preden je udaril sam. Vane, ki je bil oster in nepriljubljen med svojo posadko, so ga ujeli, preden so ga leta 1721 ujeli in obesili.
- Benjamin Hornigold, angleški pirat, ki je pomagal ustanoviti Republiko piratov in bil mentor Črnobradcu, preden je sprejel kraljevo pomilostitev in postal lovec na pirate
- Amaro Pargo, ugledni španski korzar, ki je dominiral na poti med Cádizom in Karibi. Njegov lik je bil ovit v avreo romantike in legende, ki ga povezujeta s piratstvom, skritimi zakladi in nezakonitimi romancami. V marmorni nagrobnik njegove grobnice v San Cristóbal de La Laguna je vgravirana lobanja, ki mežika z desnim očesom z dvema prekrižanima kostema.

## Vpliv na popularno kulturo
Zgodbe in zgodovine iz zlate dobe tvorijo temelj za številne sodobne upodobitve piratov in piratstva. Splošna zgodovina piratov (1724) stotnika Charlesa Johnsona je glavni vir biografij mnogih znanih piratov zlate dobe, ki zagotavlja obsežen opis tega obdobja. Pri dajanju skoraj mitičnega statusa bolj barvitim likom, kot sta zloglasna angleška gusarja Črnobradec in Calico Jack, je avtor verjetno uporabil precejšnjo dovoljenost v svojih zapisih o piratskih pogovorih. Leta 2002 je angleški mornariški zgodovinar David Cordingly napisal uvod v Johnsonovo knjigo iz leta 1724, v katerem je izjavil: »Rečeno je bilo in zdi se, da ni razloga, da bi o tem dvomili, da je kapitan Johnson ustvaril sodobno pojmovanje piratov«. Johnsonova knjiga je vplivala na piratska literatura Roberta Louisa Stevensona in J. M. Barrieja. Literarna dela, kot sta Stevensonov Otok zakladov in Barriejev Peter Pan, čeprav so bila romantizirana, so za svoje zaplete močno črpala iz piratov in piratstva.
Podane so bile različne trditve in špekulacije o njihovi splošni podobi, obleki, modi, kodeksu oblačenja itd., kar je prispevalo k njihovi domišljijski skrivnosti in izročilu. Moški so na primer nosili uhane, saj je bila vrednost zlatega ali srebrnega uhana namenjena plačilu njihovega pokopa, če so se izgubili na morju in je njihovo telo naplavilo na obalo. Nosili so jih tudi iz vraževernih razlogov, saj so verjeli, da imajo plemenite kovine čarobno zdravilno moč.
V zadnjem času so v ospredje napredovale celo manj natančne upodobitve piratov iz zgodovinskega obdobja (npr. Talk Like a Pirate Day). Vendar pa so ti pojavi služili le napredku romantične podobe piratstva in njegovih prevarantov, ki zakopavajo zaklade v popularni kulturi.